# Friedrich I. (Brandenburg)

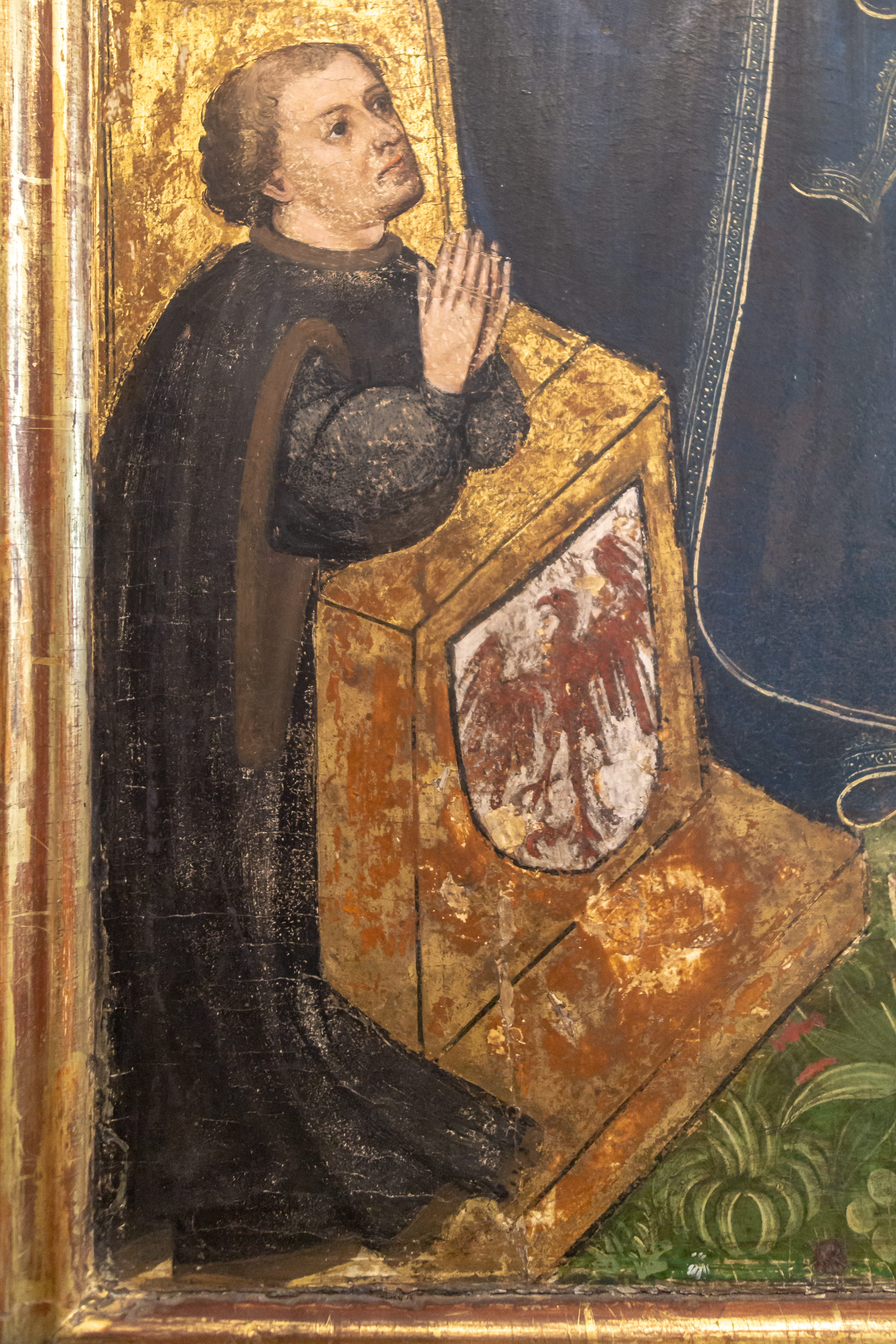
Kurfürst Friedrich I. von Brandenburg

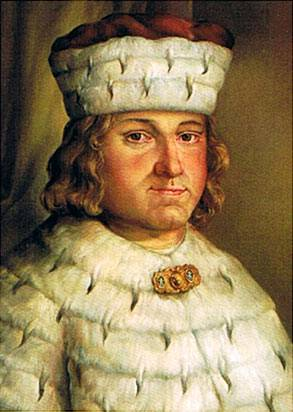
Kurfürst Friedrich I. von Brandenburg

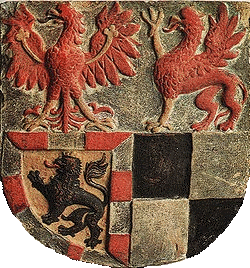
Markgräfliches Wappen Friedrichs I. von Brandenburg

Friedrich I. von Brandenburg (* um 1371 in Nürnberg; † 20. September 1440 auf der Cadolzburg, Fürstentum Ansbach) war von 1415 bis 1440 Markgraf von Brandenburg sowie Erzkämmerer und Kurfürst des Heiligen Römischen Reiches. Er war der erste Inhaber dieser Titel aus dem Haus Hohenzollern. Er war als Friedrich VI.  zunächst Burggraf von Nürnberg (1397–1420), nach der Erbteilung durch seinen Vater Friedrich V., Markgraf von Brandenburg-Ansbach (1398–1440) und durch den Tod seines älteren Bruders Johann auch Markgraf von Brandenburg-Kulmbach (1420–1440). Er war de jure der letzte Burggraf von Nürnberg, wenngleich alle brandenburgischen Markgrafen bis Wilhelm II. die Titulatur im großen Titel weitertrugen.

## Leben

### Herkunft und erster Lebensabschnitt
Friedrich war der zweitgeborene Sohn von Burggraf Friedrich V. von Nürnberg (1333–1398) und Elisabeth von Meißen (1329–1375). Friedrich kam um das Jahr 1389 an den Hof seines Schwagers Herzog Albrecht III. von Österreich. Nach dessen Tod 1395 trat Friedrich erstmals, im Zusammenhang mit dem von Papst Bonifatius IX. ausgerufenen Kreuzzug gegen die Türken, in den Dienst des ungarischen und späteren römisch-deutschen Königs Sigismund. 1396, noch zu Lebzeiten seines Vaters, nahmen Friedrich und sein älterer Bruder Johann an dem Feldzug gegen die Türken teil, der auf dem rechten Donauufer in der Nähe der Stadt Nikopolis, im heutigen Bulgarien stattfand. Das Heer Sigismunds, verstärkt durch starke französische Kräfte, erlitt eine vernichtende Niederlage. Die beiden burggräflichen Brüder entkamen gemeinsam mit dem König nur mit knapper Not. Johann konnte bei dieser Gelegenheit Sigismund vor der Gefangennahme retten. Johanns Gattin Margarethe war die Halbschwester Sigismunds. Nach der Heimkehr teilte Friedrich mit seinem Bruder Johann im Sinne der Dispositio Fridericiana das Erbe des 1398 verstorbenen Vaters. Bei den Hohenzollern wurde noch nicht das Erbrecht des Erstgeborenen angewandt. Der Besitz sollte allerdings gemäß Vermächtnis höchstens zweigeteilt werden, auch war eine gemeinsame Regentschaft in den ersten zehn Jahren festgesetzt. Der erstgeborene Johann erwählte für sich Kulmbach, Friedrich erhielt demgemäß Ansbach. Das Amt des Burggrafen von Nürnberg übten die Brüder gemeinsam aus. In den aufkommenden Reichswirren zwischen König Wenzel von Böhmen und der Partei Ruprechts von der Pfalz versuchte Friedrich zuerst zu vermitteln, schlug sich im September 1399 jedoch auf die Seite Ruprechts, der mit einer Schwester Friedrichs, Elisabeth von Hohenzollern-Nürnberg, verheiratet war. Hierbei standen die beiden Brüder in unterschiedlichen politischen Lagern, was ihrer Eintracht keinen Abbruch tat.

### Dienstmann am ungarischen Hofe Sigismunds
Ein im Jahre 1405 mit der Freien Reichsstadt Rothenburg ob der Tauber beginnender Streit, der sich in den folgenden Jahren zur offenen Fehde ausweitete, belastete die Finanzen des Burggrafen erheblich. Im Sommer 1407 führte er ein Heer von rund 8.000 Rittern, Söldnern und Kriegsknechten gegen Rothenburg und belagerte die Stadt. Bis in den Spätherbst hinein lag man um die Stadt, konnte aber ohne ausreichendes Belagerungsgerät die Stadt weder erstürmen noch wegen ausreichend vorhandener Lebensmittel aushungern. Die Belagerung zehrte alle finanziellen Reserven des Burggrafen auf. Im November 1407 war dieser nahezu zahlungsunfähig. Anfang 1408 wurden Friedensverhandlungen aufgenommen, die zuvor von der Stadt Mergentheim, zusammen mit dem Marbacher Bund, vermittelt wurden. Am 8. Februar 1408 erging von König Ruprecht der Schiedsspruch, wonach die zuvor gegen Rothenburg ausgesprochene Reichsacht aufgehoben wurde. Kriegsentschädigungen hatte keine der Konfliktparteien zu leisten und beide Seiten sollten ihre Kriegskosten selbst tragen.
Zur Wende des Jahres 1408/09 war die Schuldenlast derart drückend geworden, dass die Auflösung des fürstlichen Haushaltes auf der Cadolzburg ernstlich in Erwägung gezogen wurde. Der Burggraf sah sich vor dem Schritt, mit seiner Familie zu seinem Bruder Johann auf die Plassenburg in Kulmbach zu ziehen. Das Erscheinen des fränkischen Ritters Ehrenfried von Seckendorff auf der Cadolzburg brachte einen Ausweg. Dieser unterbreitete dem Burggrafen den Vorschlag, in den neuerlichen Dienst König Sigismunds von Ungarn, Sohn aus dritter Ehe des verstorbenen Kaisers Karl IV., zu treten. Gegen eine jährliche Zahlung von 4.000 Gulden stand Friedrich seit 1. Februar 1409 im leitenden Dienst des Königs von Ungarn.

### Teilnahme an Königswahl und Hauptmannschaft in der Mark
Als der deutsche König Ruprecht am 18. Mai 1410 starb, gab es im Reich zwei Thronkandidaten aus dem Haus Luxemburg: Sigismund von Ungarn und sein Vetter Jobst von Mähren.
Am 20. September 1410 nahm Friedrich, als Vertreter Sigismunds in seiner Eigenschaft als Markgraf von Brandenburg an der Wahl in Frankfurt am Main teil. Sigismund wurde mit drei Stimmen zum deutschen König gewählt. Vor allem die Stimmabgabe Brandenburgs durch Friedrich war umstritten, da Sigismund die Markgrafschaft Jahre zuvor an Jobst verpfändet hatte. Neben dem böhmischen König Wenzel, der seine Absetzung 1400 nie anerkannt hatte und deshalb Königswahlen fernblieb, lehnten weitere Kurfürsten die Wahl Sigismunds ab. Im Oktober kam es zu einer weiteren Wahlversammlung, bei der Jobst die brandenburgische Kurstimme abgab und selbst zum König gewählt wurde. Neben seiner eigenen Stimme erhielt er die Stimmen der Erzbischöfe von Mainz und Köln sowie des Kurfürsten von Sachsen. Der Streit der beiden Luxemburger dauerte an, als Jobst im Januar 1411 unter ungeklärten Umständen starb. Die verpfändete Mark Brandenburg fiel wieder an Sigismund zurück. Am 21. Juli kam es zu einer dritten Königswahl, bei der Sigismund dieses Mal einstimmig, mit allen sieben Kurstimmen, zum römisch-deutschen König gewählt wurde.
Zum Dank für Friedrichs Dienste und sein diplomatisches Geschick machte ihn König Sigismund 1411 zum „Rechten Obristen, gemeinen Verweser und Landeshauptmann“ und damit zum uneingeschränkten Verwalter der Mark Brandenburg. Gemäß der Ernennungsurkunde hatte er alle Vollmachten und das volle Verfügungsrecht gleich dem eigentlichen Besitzer der Mark. Nur das Privileg zur Königswahl blieb bei Sigismund.
Mit geschickter Bündnispolitik, unter anderem mit dem Erzbischof von Magdeburg und den Herzögen von Braunschweig und Lüneburg, konnte Friedrich die Mark nach außen für die Dauer der Bündnisse absichern. Mit Unterstützung dieser Alliierten und durch Truppen aus seinem fränkischen Stammland gelang es Friedrich unter Hinzuziehung moderner Belagerungswaffen, insbesondere von Belagerungsgeschützen und Büchsen, im Februar und März 1414 alle wichtigen Schlösser und Burgen des rebellischen märkischen Adels zu erobern, darunter Friesack, Plaue, Beuten und Golzow. Ein übergroßes Geschütz, die sogenannte „Faule Grete“, soll hierbei dem Volksmund gemäß eine entscheidende Rolle gespielt haben. Insbesondere Teile der Quitzows führten jedoch noch jahrelang einen Raub- und Plünderungskampf sowohl in der Mark als auch im magdeburgischen Erzbistum.
1415 schloss sich Friedrich der gegen Ludwig VII. von Bayern-Ingolstadt gerichteten Sittichgesellschaft an, deren Mitglied er auch nach der Umwandlung in die Konstanzer Liga blieb. Hierbei spielte die verwandtschaftliche Beziehung zu seinem Schwager Herzog Heinrich XVI. von Bayern-Landshut eine wesentliche Rolle.

### Konstanzer Konzil und Erhebung in den Kurfürstenstand

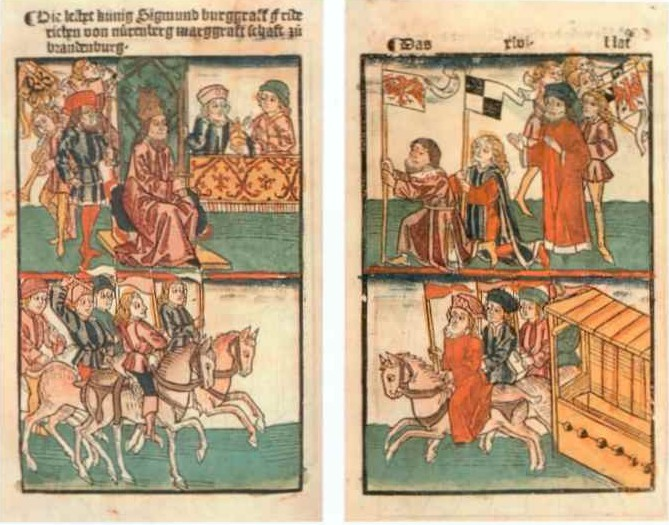
Friedrich I. erhält die Mark Brandenburg als Lehen

Auf dem Konzil zu Konstanz verlieh ihm König Sigismund am 30. April 1415 die erbliche Würde des Markgrafen und Kurfürsten von Brandenburg. Am 21. Oktober 1415 huldigten ihm die brandenburgischen Stände auf einem Landtag zu Berlin. Am 18. April 1417 vollzog der König wiederum in Konstanz, auf dem oberen Markt, die förmliche Belehnung mit der Kurmark und die Verleihung der Würde des Erzkämmerers.
Die zeitgenössische Darstellung links zeigt im oberen Teil Friedrich I. stehend, hinter je einem Bannerträger mit dem Wappen Brandenburgs und dem Stammwappen der Hohenzollern (Zollern Vierung), in Erwartung der förmlichen Belehnung durch König Sigismund, der im linken oberen Bildabschnitt zu sehen ist.

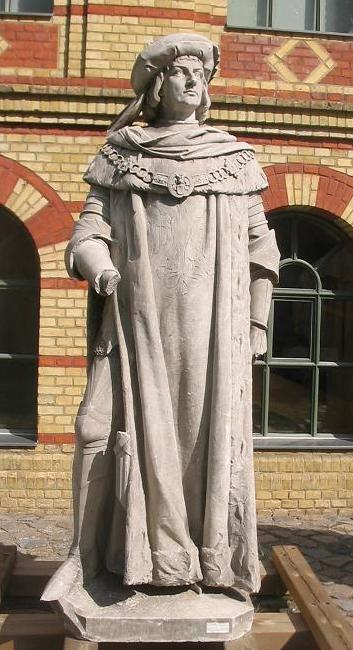
Friedrich I. Brandenburg. Siegesallee Zitadelle Spandau

Nach Beendigung des Konzils verließ der König das Reich zu einer mehrmonatigen Auslandsreise an die Höfe Spaniens und Englands. Während seiner Abwesenheit bestimmte er Markgraf Friedrich I. entgegen den Regelungen der Goldenen Bulle zum Reichsverweser der deutschen Lande. Dass die Stellung Friedrichs I. als Reichsverweser vom Kollegium der Kurfürsten nicht angefochten wurde bezeugt das außerordentliche Vertrauensverhältnis zum König und das Ansehen, in dem Friedrich in weiten Teilen des Reiches stand. Zu dieser Zeit galt er unter den Kurfürsten sogar als erster Kandidat für eine etwaige Königswahl. Auch König Sigismund erwog eine Kandidatur Friedrichs zum römisch-deutschen König, nachdem er vom Papst zum Kaiser gesalbt worden wäre.

### Zerwürfnis mit König Sigismund
In den 1420er Jahren trübte sich das Verhältnis zwischen Sigismund und Friedrich I. Hierbei spielten unterschiedliche Faktoren eine Rolle. Am 8. April 1421 kam es in Krakau, der damaligen Residenz der polnischen Könige, zu einem Heirats- und Bündniskontrakt zwischen Brandenburg und Polen. Die damals designierte Alleinerbin, Kronprinzessin Hedwig, wurde mit dem zweiten Sohn Friedrichs, dem späteren Friedrich II. von Brandenburg, verlobt. Das Motiv auf Seiten Friedrichs bestand vor allem darin, Polen als einen mächtigen Verbündeten zu gewinnen, um damit den Deutschen Orden zur Rückgabe der verpfändeten Neumark zu bewegen. Zu Anfang sah Sigismund in diesem Bündnis eine willkommene Möglichkeit, durch Vermittlung Friedrichs den polnischen Hof für den Kampf gegen die bislang unbesiegten Hussiten zu gewinnen. Am 5. September 1421 erhielt Friedrich I. vom König die Bestallungsurkunde zur Hauptmannschaft über ein neues Reichsheer. Auch jener neuerliche Feldzug endete wie alle vorangegangenen nach einigen Monaten mit Verlusten. Gehörte Friedrich I. in den 1410er Jahren zu den allerengsten Beratern von Sigismund, so war durch die Verheiratung von dessen einzigem Kind, Elisabeth von Böhmen und Ungarn, am 28. September 1421 mit Herzog Albrecht V. von Österreich, dem späteren römisch-deutschen König Albrecht II., eine neue Partei am Hof entstanden. Friedrich I. wurde unterstellt, den Feldzug nur halbherzig geführt zu haben. Polen wurde verdächtigt, mit Litauen aktiv die Hussiten zu unterstützen und mit diesen gemeinsam indirekt Kurfürst Friedrich. Im 1424 gebildeten Binger Kurverein war Friedrich eine treibende Kraft beim Zusammenschluss der Kurfürsten. Diese in seinen Augen gegen ihn gerichteten Untergrabungen seiner königlichen Autorität empfand Sigismund als Undank seitens des Markgrafen Friedrich I. von Brandenburg, wobei sein impulsiver Charakter ungnädig gegen einen vermeintlichen Gegner, wie andererseits gönnerhaft gegenüber loyal Gesinnten war. Dessen ungeachtet verrichtete Friedrich weiterhin treu als hoher Reichsfürst und Parteigänger des Königs seinen Dienst. Ein nach dem Tod Sigismunds von Friedrich an seinen dritten Sohn Albrecht gerichteter Brief mag hier stellvertretend als Nachweis dienen, wenn er schreibt: „Lieber Albrecht, ich habe Dich und Deine Brüder erhöht, daß Ihr alle Fürstengenossen sein könnt, was niemals durch das Burggrafenthum allein möglich gewesen wäre. Darum bist Du auch verpflichtet, Gott zu bitten für des Kaisers Seele, von dem wir das haben. Ist er mir zu Zeiten auch ungnädig gewesen, so ist er mir doch wieder gnädig geworden!“.

### Fehden in der Mark und in Franken
Fortgesetzte Verwicklungen mit den Herzögen von Mecklenburg und denen von Pommern, die andauernden Fehden zwischen den bayrischen Herzögen, in die er durch die schon erwähnten verwandtschaftlichen Beziehungen zu Herzog Heinrich von Bayern-Landshut unmittelbar einbezogen war, und letztendlich die Feldzüge gegen die Hussiten sowie andere Reichsangelegenheiten führten zu einer ständigen Überbeanspruchung sowohl der finanziellen Mittel als auch der physischen und psychischen Kräfte. Seine Ehefrau Elisabeth war ihm hierbei stets eine geistreiche und willensstarke Gefährtin. Während seiner vielen Abwesenheiten vertrat sie ihn jeweils entweder in der Mark oder in den fränkischen Stammlanden. Wenn dieser Umstand für die Zeit zwar nicht unbedingt ein Novum war, so war es dennoch sehr beachtenswert, dass noch zu Lebzeiten des Fürsten dessen Frau weitreichende Vollmachten ausübte. Es sprach gleichzeitig für ihre ausgeprägten Talente wie auch für das besonders vertrauensvolle und sich ergänzende Verhältnis zueinander. 1425 war er das letzte Mal in der Mark Brandenburg und überließ von da an die Regierungsgeschäfte als Markgraf seinem ältesten Sohn Johann dem Alchemisten; er selbst blieb aber Kurfürst. Friedrich residierte alles in allem nur wenige Jahre in der Mark. Es gelang ihm dennoch, in dieser mehrmals unterbrochenen Zeit den allgemeinen Landfrieden wiederherzustellen, wenn auch erst sein Urenkel Joachim I. (Nestor) dem allgemeinen Raubfehdewesen nachhaltig Einhalt gebieten konnte. Seit 1427 organisierte er nochmals den Reichskrieg gegen die Hussiten und wirkte anlässlich des Konzils von Basel am 30. November 1433 wesentlich bei der Vermittlung durch die Prager Kompaktaten.

### Verkauf der Nürnberger Reichsburg

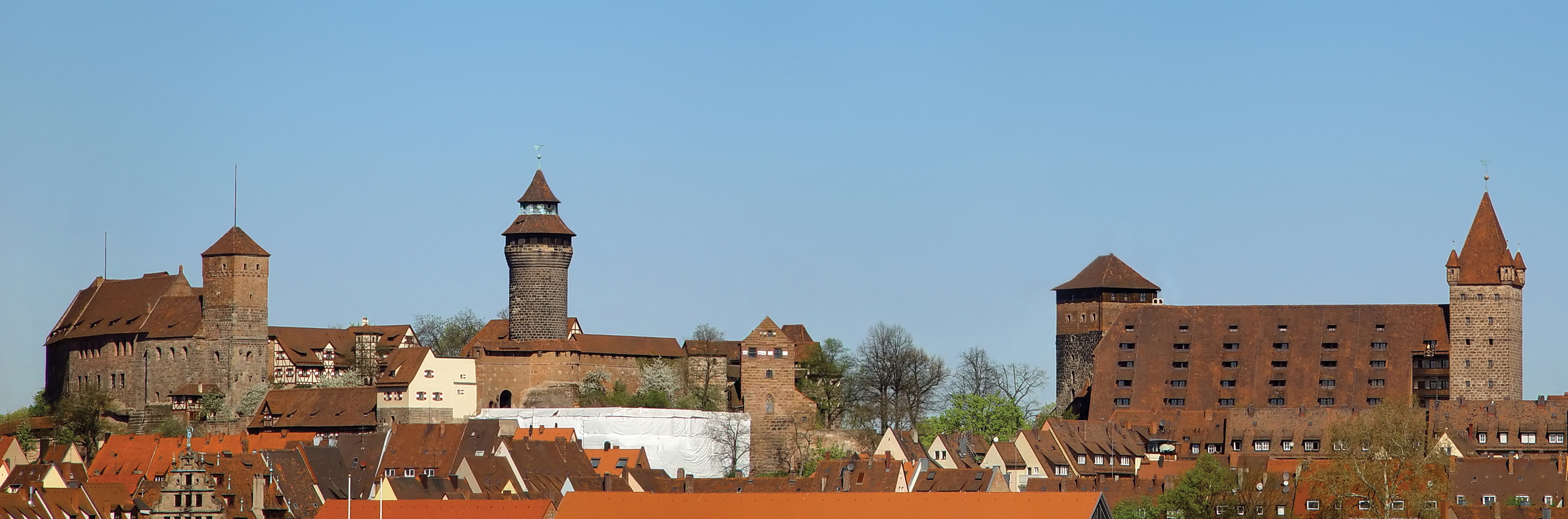
Panorama von der Nürnberger Burg im Westen über den Sinwellturm bis zu Kaiserstallung und Luginsland, 2007

Nach der Zustimmung von König Sigismund schlossen Friedrich, seine Gemahlin und die erreichbaren Glieder seines Hauses am 27. Juni 1427 einen Vertrag über den Verkauf der Nürnberger Burg samt dem „Amt der Veste“ und zusätzlichen Zugehörungen für 120.000 Gulden mit dem Rat und somit der Reichsstadt Nürnberg. Schon im Jahre 1420 war es zur Zerstörung der Nürnberger Burggrafenburg durch Truppen des Herzogs Ludwig VII. von Bayern-Ingolstadt gekommen. Sie wurde danach von den Hohenzollern nicht mehr wiederaufgebaut. Diesem Konflikt gingen aber schon zuvor Unstimmigkeiten mit dem Stadtrat voraus. Diese waren bereits zu Zeiten seines Vaters, Friedrich V. von Nürnberg, immer wieder zutage getreten. Ein zunehmend selbstbewusst gewordener Patrizierrat wollte sich zunehmend von der burggräflichen Vormundschaft emanzipieren. Obwohl die fränkischen Hohenzollern auch danach noch den Namenszusatz Burggraf zu Nürnberg in ihrem Titel führten, bedeutete der Verkauf letztendlich doch das Ende der staatsrechtlichen Existenz der Burggrafschaft Nürnberg. Der nördliche, burggräfliche Anteil an der Burg lag seit dem Jahr 1420 in Trümmern. Nach dem Tod Konrad II. von Raabs (gest. ca. 1191) war der südliche Teil der Burggrafenburg an das Nürnberger Egidienkloster gegangen. Die Bemerkung des Nürnberger Stadtchronisten Sigmund Meisterlin (gest. 1491) wird dadurch verständlich, mit der er die Burggrafenburg als parvum fortalitium, also als kleine Befestigung, bezeichnete. Mit dem Burganteil wurde auch der Besitz an den beiden Reichswäldern abgegeben, jedoch unter Vorbehalt des Geleitsrechtes und Wildbannes sowie des Zeidelgerichts in Feucht. Mit dem Verkauf war auch eine finanzielle Einbuße durch wegfallende Einnahmen aus der reichen Tuchmachervorstadt Wöhrd verbunden. Der Grund für die Veräußerung war der finanzielle Engpass, in dem sich Friedrich befand. Er war hervorgerufen worden durch die hohen Schuldverpflichtungen der zahlreichen Neuerwerbungen und die kostspielige Übernahme der Mark Brandenburg, hier vor allem durch den Feldzug in der Uckermark. Schon 1424 hatte Friedrich auf die erst 1419 erworbene Nürnberger Reichsmünze gegen Erstattung einer Pfandablösesumme zu Gunsten der Stadt verzichten müssen. 1422 wurde durch den Nürnberger Rat zudem eine Kreditsperre verhängt.

### Versöhnung mit Sigismund
Ende der 1420er Jahre war man sich sowohl im Reich als auch seitens der katholischen Kirche im Klaren, dass der Konflikt gegen die böhmischen Hussiten nicht auf militärischem Weg beigelegt werden konnte. Die Erfolge der Hussiten auf dem Schlachtfeld wurden von vielen als ein Fluch betrachtet und als eine göttliche Ermahnung, die an Geist und Gliedern erkrankte katholische Kirche dringend zu reformieren. Bei den schon im Vorfeld des Basler Konzils begonnenen Verhandlungen sowie auch während des Konzils selbst, bewies Friedrich als einer der Vertreter der weltlichen Fürsten erneut auf herausragende Weise sein diplomatisches Geschick und gewann wieder zunehmend das Vertrauen Sigismunds. Zum Zeitpunkt, als Sigismund am 31. Mai 1433 in Rom von Papst Eugen IV. zum Kaiser gesalbt wurde, war das Verhältnis zu Friedrich I. weitestgehend wiederhergestellt, wenngleich es nie wieder das tiefe Vertrauensverhältnis erlangte. So formulierte er 1434 für die Städte seiner Markgrafschaft Privilegien, die den Bestrebungen der Städte, vom Kaiser Sonderrechte zu erhalten, entgegentraten.

## Tod und Vermächtnis – Disposition Fridericiana

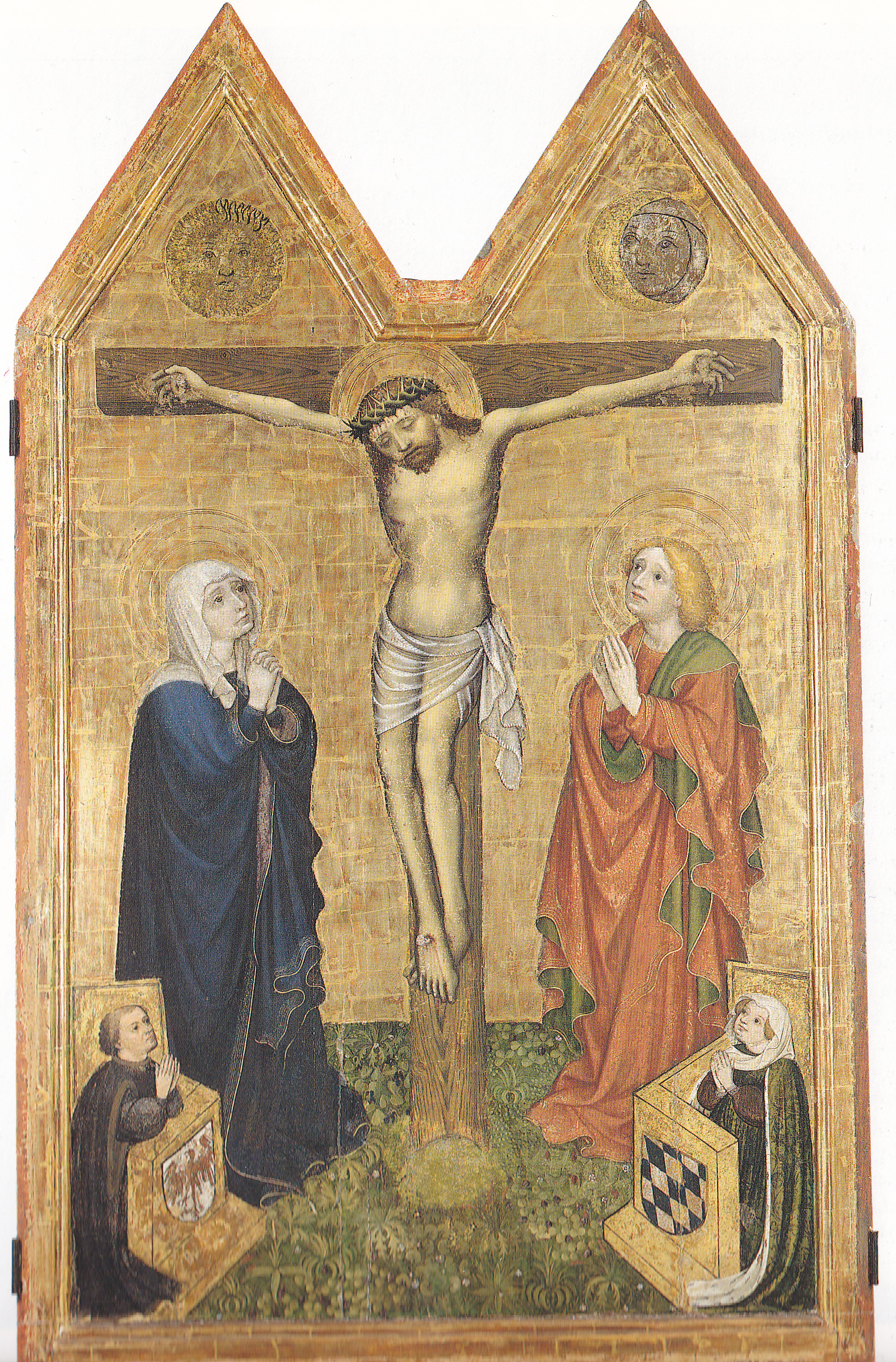
Von Friedrich I. gestifteter Altar des Meisters des Cadolzburger Altars mit Abbildungen des Stifterpaares, heute im Jagdschloss Grunewald

Nach einem bewegten Leben, das ihm das Kurfürstenamt verschaffte, sah er 1437 sein Leben langsam zu Ende gehen.
Sechs Töchter und vier Söhne hat ihm seine Frau Elisabeth geschenkt, bis auf Sophie (1416–1417) erreichten, für damalige Verhältnisse ungewöhnlich, alle das Erwachsenenalter. Die Erbfolge wurde einvernehmlich geregelt. Vor allem die weiterhin gefährdete und unruhige Mark Brandenburg, die seit 1426 von seinem ältesten Sohn Johann regiert wurde, sorgte ihn fortgesetzt.
Die Regierung des wenig ehrgeizigen Johanns zeigte, dass es ihm an der notwendigen Autorität und Disziplin fehlte, das Fürstentum zu regieren. Das führte zu dem ungewöhnlichen Schritt, in der Erbfolge die Primogenitur außer Kraft zu setzen und stattdessen seinem zweitältesten Sohn Friedrich die Mark und das Kurfürstenamt zu übertragen und dieses wiederum mit seinem gleichnamigen jüngsten Bruder Friedrich dem Jüngeren in den ersten Jahren gemeinschaftlich. Der älteste Sohn Johann und der drittälteste Albrecht sollten sich die fränkischen Stammlande teilen, wobei Johann das Vorrecht der ersten Wahl zugesprochen wurde. Dieser entschied sich für das Gebiet um Kulmbach und somit verblieb Albrecht das Gebiet um Ansbach.
Johann akzeptierte die Entscheidung des Vaters und bei allen späteren Entscheidungen der drei älteren Brüder stand, dem Willen des Vaters entsprechend, die Einheit der Hohenzollern im Vordergrund.
Am 20. September 1440 starb Friedrich I. im Alter von wahrscheinlich 69 Jahren auf der Cadolzburg. Die sterblichen Überreste ruhen heute in einem steinernen Sammelsarg in der Gruft unter dem Hochgrab des Markgrafen Georg Friedrich I., dem Älteren und 20 anderer Mitglieder der fränkischen Hohenzollern in der ehemaligen Klosterkirche von Heilsbronn. 1853 wurde die Kirche renoviert und die in den eingestürzten Gräbern aufgefundenen Gebeine, darunter die der ersten drei brandenburgischen Kurfürsten aus dem Hause Hohenzollern, in diesen Sammelsarg aufbewahrt.
Auf dem von ihm gestifteten Cadolzburger Altar von 1425/30 ist er zusammen mit seiner Gemahlin als Stifterpaar abgebildet. Das Original des dreiflügeligen Altars befindet sich heute im Jagdschloss Grunewald in Berlin.

## Nachleben
Friedrich I. von Brandenburg führte, wie schon sein Vater Friedrich V. von Nürnberg, die für die Hohenzollern so erfolgreiche Reichspolitik fort. Ob Friedrich dies in programmatischer Weise immer im Plan hatte oder aber ob der Zufall, in Verbindung mit dem drohenden finanziellen Bankrott zur Jahreswende 1408/09 und der Vermittlung an den ungarischen Hof durch den Ritter Ehrenfried von Seckendorff, eine glückliche Fügung war, ist sicherlich nicht leicht zu beantworten. Dass Friedrich schon aus dem Grundprinzip heraus, quasi als Reichsbeamter, dem jeweiligen König zu Diensten war, ergibt sich allein schon aus dem Amt des Burggrafen. Die vermittelnde Rolle, die er als junger, unverheirateter und somit dynastisch ungebundener Ritter in den Auseinandersetzungen zwischen den Kurfürsten und König Wenzel zum Ende des vierzehnten Jahrhunderts innehatte, spricht durchaus dafür, dass er sich bereits bewusst in Reichsangelegenheiten einbrachte, um sein Prestige zu fördern. Die spätere Parteinahme für seinen Schwager Ruprecht III., Kurfürst und Pfalzgraf bei Rhein, den späteren römisch-deutschen König Ruprecht, dürfte opportunistischer Pragmatismus und eine Folge der engen, verwandtschaftlichen Beziehung gewesen sein. Für ihn selbst ging die Rechnung jedoch nicht auf. Der von König Ruprecht erlassene Schiedsspruch anlässlich der Fehde zwischen der Reichsstadt Rothenburg und dem Burggrafen Friedrich VI. führte zum erwähnten faktischen Bankrott. An dieser Stelle könnte man von einer Sackgasse in Reichsangelegenheiten sprechen. Hier kommt nun Zufall oder Fügung ins Spiel, in dem Friedrich 1409 auf seinen zukünftigen Gönner Sigismund von Ungarn traf und in dessen Dienst trat. Die kommenden Jahrzehnte sahen Friedrich 1410 als Königsmacher aufsteigen, 1411 als Hauptmann und rechten Obristen der Mark, 1415/17 als erblichen Markgrafen und Kurfürsten der Mark, als zeitweiligen Reichsverweser und als einen tonangebenden Reichsfürsten im Kollegium der Kurfürsten. Interessant an dieser Stelle der Umstand, dass man ihm keinen Beinamen gab. Während die Epoche nicht geizig war in der Vergabe solcher Namen, wie man schon alleine an seinen direkten Nachfahren sieht: Friedrich II. „Eisenzahn“, Albrecht III. „Achilles“, Johann „Cicero“, Joachim I. „Nestor“, blieb Friedrich I. vor der Geschichte einfach nur Friedrich I., der erste aus dem Hause Hohenzollern als Kurfürst in der Mark und Stammvater zukünftiger preußischer Könige und deutscher Kaiser.

## Nachkommen

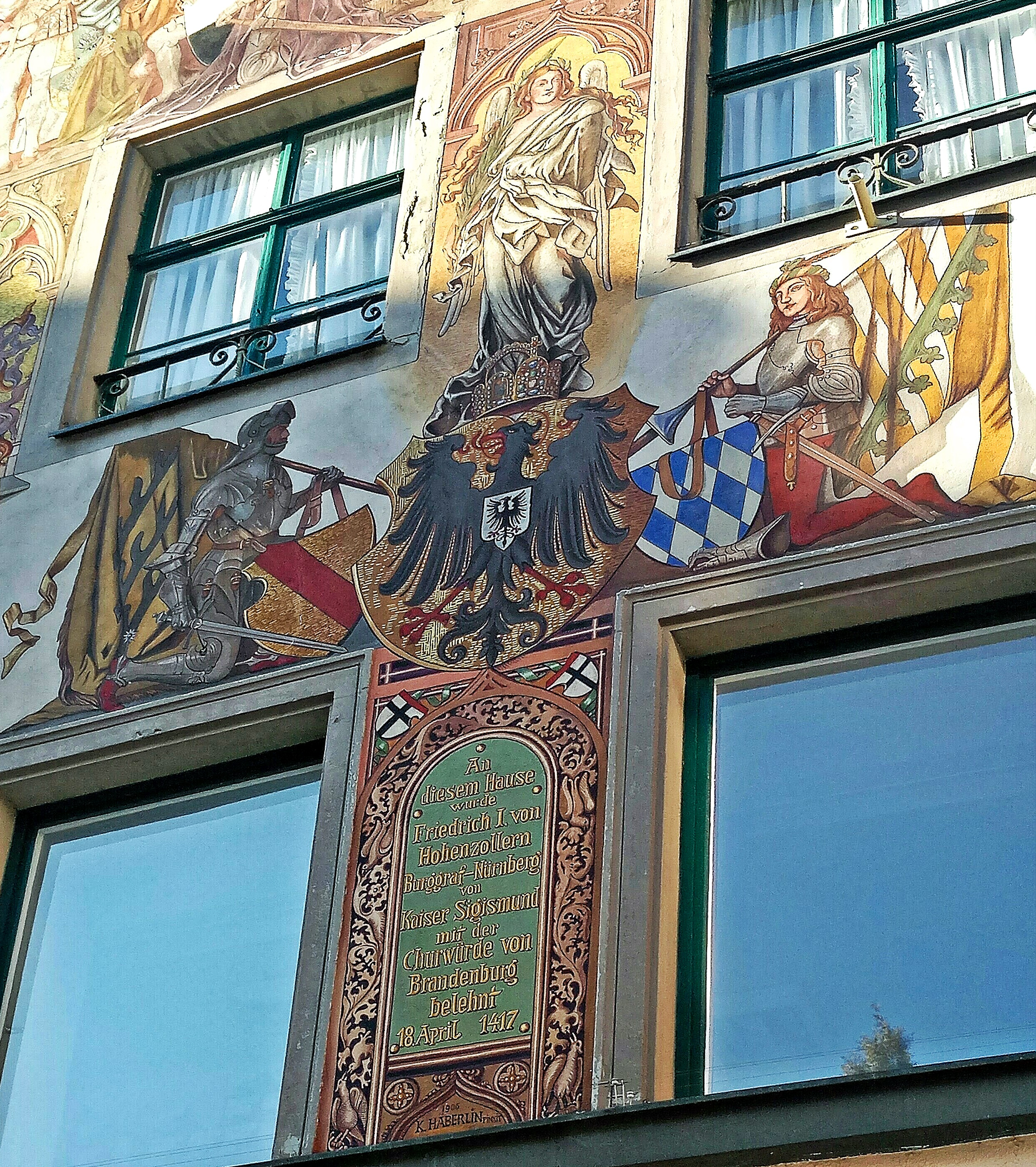
Konstanz, Haus Zum Hohen Hafen, Erinnerung an die 1417 dort vollzogene Belehnung Friedrich I. mit der Kurmark. Signierte Fassadenmalerei, Carl von Häberlin, 1905

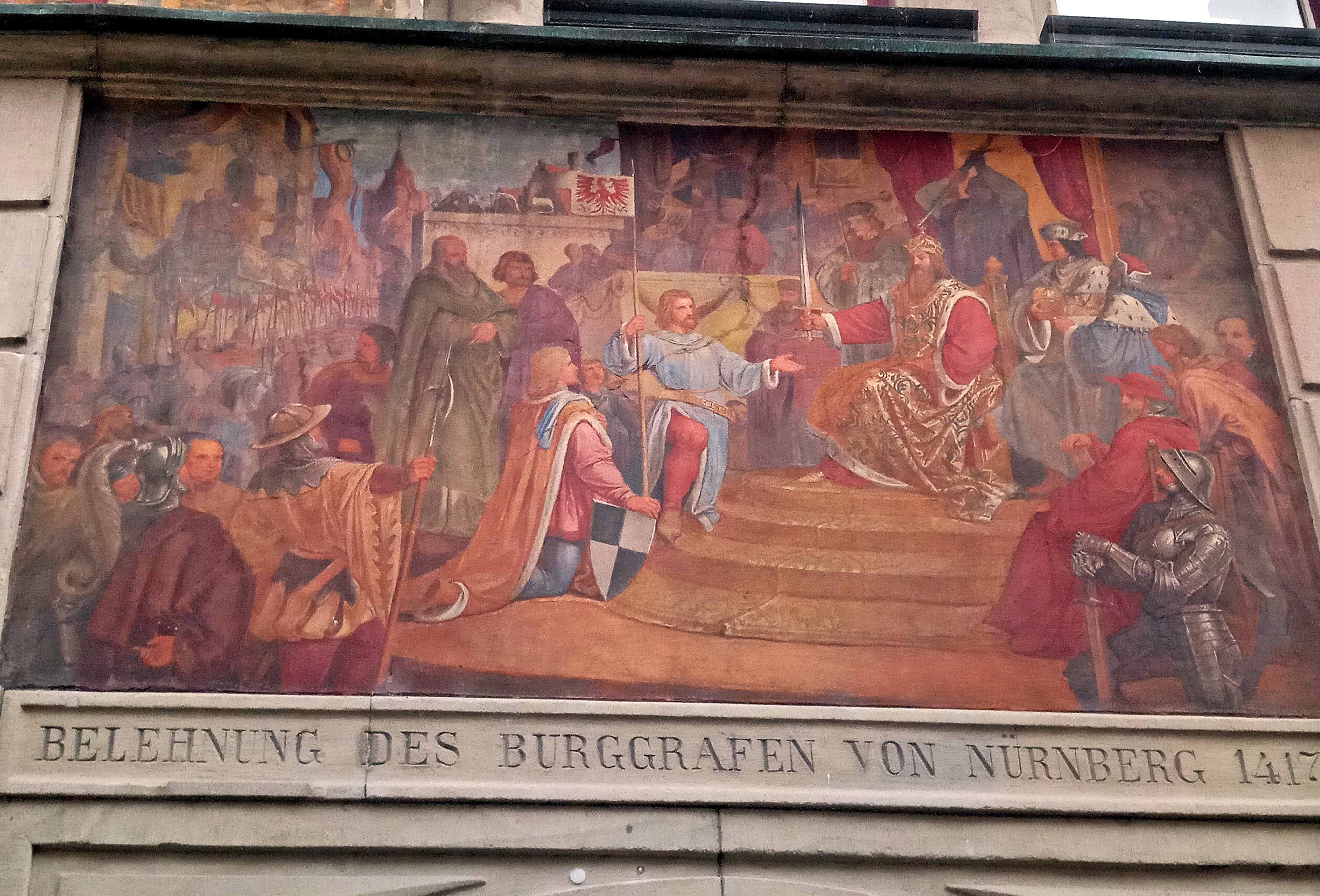
Konstanz, Rathaus, Belehnung Friedrich I. mit der Kurmark, Fassadenmalerei (1864) von Ferdinand Wagner

Friedrich heiratete am 18. September 1401 Elisabeth (1383–1442), die Tochter des Herzogs Friedrich von Bayern-Landshut:
- Elisabeth (1403–1449)

⚭ 1. 1418/20 Herzog Ludwig II. von Liegnitz und Brieg (1380/5–1436)
⚭ 2. 1438/39 Herzog Wenzel von Teschen (1413/18–1474)
- Johann der Alchemist (1406–1464), verzichtet auf die Erstgeborenenrechte 1437, Markgraf von Kulmbach-Bayreuth

⚭ 1416 Prinzessin Barbara von Sachsen-Wittenberg (1405–1465)
- Cäcilie (1405–1449)

⚭ 1423 Herzog Wilhelm I. von Braunschweig-Lüneburg (1392–1482)
- Margarete (1410–1465)

⚭ 1. 1423 Herzog Albrecht V. zu Mecklenburg (1397–1423)
⚭ 2. 1441 Herzog Ludwig VIII. von Bayern-Ingolstadt (1403–1445)
- Magdalena (1412–1454)

⚭ 1426 Herzog Friedrich II. von Braunschweig-Lüneburg (1418–1478)
- Friedrich II. Eisenzahn (1413–1471), Kurfürst von Brandenburg

⚭ 1446 Prinzessin Katharina von Sachsen (1421–1476)
- Albrecht III. Achilles (1414–1486), Kurfürst von Brandenburg

⚭ 1. 1446 Prinzessin Margarete von Baden (1431–1457)
⚭ 2. 1458 Prinzessin Anna von Sachsen (1437–1512)
- Sophie (1416–1417)
- Dorothea (1420–1491)

⚭ 1432 Herzog Heinrich IV. von Mecklenburg (1417–1477)
- Friedrich der Jüngere (1424–1463), auch der Fette genannt, Herr der Altmark 1447

⚭ 1449 Prinzessin Agnes von Pommern (1436–1512)

## Denkmäler

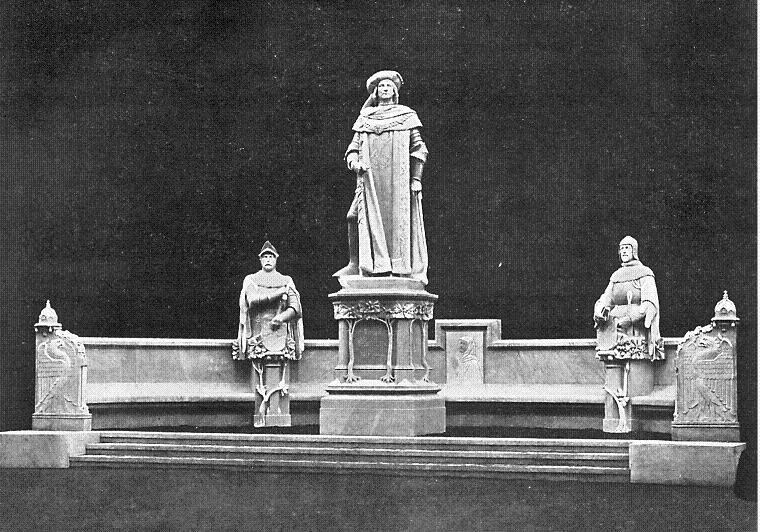
Denkmal Friedrichs I. innerhalb der früheren Berliner Siegesallee

Für die Berliner Siegesallee gestaltete Ludwig Manzel die Denkmalgruppe 15 mit einem Standbild Friedrichs im Zentrum, flankiert von den Seitenfiguren (Büsten) von Johann Graf von Hohenlohe (links) und Landeshauptmann Wend von Ileburg aus dem Haus Eulenburg. Die Enthüllung der Gruppe fand am 28. August 1900 statt. Ein Bronzeabguss der Hauptfigur (Friedrich I.) befindet sich heute als Denkmal auf der Burg Tangermünde. In Havelberg befindet sich der 1912 errichtete Burggrafenstein mit einem Friedrich darstellenden Bronzerelief, der an den Einzug Friedrichs in die Mark Brandenburg 1412 erinnert.
Im Kaiser-Wilhelm-Denkmal der Stadt Wülfrath in Nordrhein-Westfalen erinnert der Helm Friedrichs an ihn als den ersten Kurfürsten aus dem Hause der Hohenzollern.

## Titel
1415 trug er folgenden Titel:
Wir Fridrich von gotes gnaden Marggrave zu Brandenburg,
des heiligen Romischen Ryches Ertzkamerer und Burggrave zu Nuremberg.